# كارمن توكمه جي
كارمن توكمه جي مغنية سورية، مقيمة في دمشق. أستاذ مساعد في قسم الغناء الكلاسيكي في المعهد العالي للموسيقا في دمشق. بالرغم من دراستها المتركزة على الموسيقى الكلاسيكية، إلا أن كارمن برزت كصوت محبب في الموسيقى الشرقية أيضاً.

## نشأتها
ولدت كارمن في دمشق في 11 كانون الأول 1991. ونشأت ودرست في منطقة دمشق القديمة. فكانت من الطلاب المتفوقين في ثانوية النور الخاصة حيث حازت على شهادة الثانوية العامة، الفرع العلمي لتلتحق بعدها بكلّية الصيدلة في جامعة دمشق.

## دراستها
حائزة على إجازة في الموسيقا، من المعهد العالي للموسيقى قسم الغناء الكلاسيكي عام 2017 بمعدل ممتاز 85.5٪.
حائزة على إجازة الصيدلة من جامعة دمشق في عام 2015.

## انطلاقتها الفنّيّة
بدأت كارمن بدراسة الصولفيج في عام 2009 على يد الأستاذ حسام الدين بريمو والتحقت بكورال قوس قزح بقيادته عام 2010. درست أصول الغناء الأوبرالي على يد مغنية الأوبرا آراكس شيكيجيان تحضيرا لدخول المعهد العالي للموسيقا الذي أصبحت طالبة فيه عام 2012.

## مشاركاتها
شاركت كمغنية صولو مع عدة فرق وأوركسترات سورية منها:
- الفرقة الوطنية السيمفونية السورية بقيادة المايسترو ميساك باغبودريان.
- أوركسترا ماري بقيادة المايسترو رعد خلف.
- الفرقة الوطنية للموسيقى العربية بقيادة الأستاذ عدنان فتح الله.
- أوركسترا أورفيوس بقيادة الأستاذ آندريه معلولي.
- فرقة لونغا بإشراف الأستاذ المثنى علي.
- أوركسترا ندى بقيادة الأستاذ حسام الدين بريمو.
- أوركسترا أساتذة صلحي الوادي بقيادة الأستاذ عدنان فتح الله.
- فرقة عازفي دمشق لموسيقا الباروك بإشراف الدكتور نبيل أسود.

شاركت بعدة كورالات منها:
- كورال قوس قزح منذ عام 2010 بقيادة الأستاذ حسام الدين بريمو.
- كورال المعهد العالي للموسيقى.
- كورال الفيلهارموني العربي بقيادة المايسترو ناهل الحلبي.
- كورال الفرقة الوطنية للموسيقى العربية بقيادة الأستاذ عدنان فتح الله.
- كورال أساتذة صلحي الوادي.
- كورال غاردينيا النسائي بقيادة الأستاذة غادة حرب.

## عملها مع المؤلفإياد الريماوي
التقت كارمن بالمؤلف الموسيقي إياد الريماوي في عام 2013 حيث كان أول تعاون بينهما في أغنية المسلسل الخليجي صمت البوح، ثم توالت بعدها أعمالهما المشتركة منها أغنية مسلسل ضبو الشناتي 2014، الموسيقا التصويرية لمسلسل تشيللو 2015، أغنية مسلسل الندم 2016، أغاني شخصية الأميرة رملة في مسلسل أوركيديا 2017، أغنية معشر العشاق من مشروع غرفة التسجيل 2018.
كما شاركت كارمن إياد الريماوي جولته الموسيقية في المحافظات السورية 2017.
بالإضافة لعملها مع إياد الريماوي، غنت كارمن أغنية مسلسل دامسكو من ألحان الأستاذ خالد رزق، شاركت في الموسيقا التصويرية لفيلم سوريون من ألحان المؤلف حازم العاني.

## ورشات العمل
- تمّ اختيارها من قبل منظمة (فوكس) في النمسا للمشاركة في ورشة عمل ومؤتمر يضم 17 فنان فعّال في المجتمع من كل أنحاء العالم، حيث أقيم التجمع في تموز 2017.
- شاركت في عدة ورشات عمل، آخرها مع مغنية الجاز الأميركية ديبرا فيلمينغ عام 2018.